# Charadas
Charadas  o adivín adivinanza es el nombre por el que se conoce al pasatiempo que trata de adivinar una palabra mediante una indicación que hay sobre su significado, se descompone en partes, y estas partes forman otras palabras. Este pasatiempo se relaciona principalmente con los crucigramas.

## Historia
Este tipo de enigma estuvo muy de moda entre los franceses durante todo el siglo XVIII y varios periódicos de aquella época se hicieron célebres por ellas, especialmente El Mercurio de Francia y El Mercurio Galante. Después pasó esta afición a otras naciones y en España hubo épocas en que se publicaron muchas en gran número en periódicos, aunque ahora ya están en desuso.

## Características
La vaguedad en la manera de indicar las palabras es el carácter distintivo de la charada; las expresiones mi primera, mi segunda, etc. señalan las sílabas primera, segunda, etc. de la palabra que las comprende todas y que se llama todo o total. Generalmente se escriben en verso, pero también las hay en prosa.
Se han representado charadas vivientes, en las que varias personas representan las sílabas formando combinaciones y en conjunto hacían el todo. Hay la charada muda similar a la viviente, en que se sustituye la mímica a la declamación y que estuvo en boga durante mucho tiempo en los salones.

## Ejemplos
Curome un todo en un mes 

Dos apetito uno tres 

(Solución: CARDENAL)
En segunda de primera 

van mil todo por la acera 

(Solución: TIPOS)
Lo que dice tercera, 

dice primera, 

y todo son tus ojos, 

niña hechicera 

(Solución: PARPADOS)